# アイドリング!!! 7thライブ 人生=修行ナリング!!!
『アイドリング!!! 7thライブ 人生=修行ナリング!!!』（アイドリング!!! セブンスライブ じんせいはしゅぎょうナリング!!!）は、アイドリング!!!のライブDVD。発売元:フジテレビ映像企画部。販売元:ポニーキャニオン。

## 概要
- 2010年1月24日に行われた、アイドリング!!!7thライブのDVD。サブタイトルは、「S.O.W. センスオブワンダー」の歌詞に由来。
- 4期生加入前（15人体制）としては最後のライブ。また、4期候補生15名のお披露目がなされた。
- 封入特典としてオリジナルポストカード（3種類のうち1種類）を封入。

## 収録曲
1. ガンバレ乙女（笑）
2. 「職業:アイドル。」
3. 無条件☆幸福
4. 百花繚乱アイドリング!!!
5. 機種変エクスタシィ
6. 手のひらの勇気
7. ラブマジック♡フィーバー
8. 放課後テレパシィ
9. ベタな失恋〜渋谷に降る雪〜
10. Like a Shooting Star / Don't be afraid
11. モテ期のうた
12. S.O.W. センスオブワンダー
13. Snow celebration
14. 恋ゴコロ
15. さよなら・またね・だいすき